# Imortais (filme)
Immortals (bra/prt: Imortais) é um filme lançado em 2011, dos gêneros drama de ação e fantasia, dirigido por Tarsem Singh e estrelado por Henry Cavill, Freida Pinto e Mickey Rourke. Foi lançado em 3-D em 11 de novembro de 2011 pela Universal Pictures e Relativity Media.

## Sinopse
Anos depois da Titanomaquia, o rei Hiperião (Mickey Rourke) declara guerra aos deuses. Ele procura o Arco de Epiro, uma arma lendária criada pelo deus do submundo Hades, que lhe permitirá libertar os titãs do Tártaro e vingar-se dos deuses olímpicos. De acordo com as leis antigas, os deuses são incapazes intervir na guerra entre Hiperião e a humanidade. Então um camponês chamado Teseu (Henry Cavill) é escolhido por Zeus (Luke Evans) e, acompanhado pela sacerdotisa Phaedra (Freida Pinto) e um escravo (Stephen Dorff), lidera os homens para tentar proteger sua terra natal e impedir a libertação dos titãs.

## Elenco
- Henry Cavill como Teseu.
- Freida Pinto como Phaedra (oráculo).
- Mickey Rourke como Rei Hyperion.
- Kellan Lutz como Poseidon.
- Luke Evans como Zeus.
- Isabel Lucas como Atena.
- Stephen Dorff como Stavros.
- John Hurt como Ancião.
- Joseph Morgan como Lysander.
- Robert Maillet como Minotauro.
- Corey Sevier como Apolo.
- Alan van Sprang como Dareios.
- Mercedes Leggett como Alta Sacerdotisa.
- Ayisha Issa como Alta Sacerdotisa.
- Kaniehtiio Horn como Alta Sacerdotisa.
- Steve Byers como Héracles, semideus filho de Zeus.
- Romano Orzari como Ícaro, um artesão que construiu o labirinto de Creta.
- Neil Napier como Beast Master, um dos soldados do Rei Hiperião, que controla o Minotauro.
- Kristel Verbeke como Deméter, deusa da fertilidade, da terra, das colheitas e irmã de Zeus e Poseidon.
- Robert Naylor como Teseu jovem.
- Alisha Nagarsheth como Fedra jovem.
- Greg Bryk como Nycomedes.
- Stephen McHattie como Cassandro.
- Dylan Smith como Stephanos.
- Peter Stebbings como Hélio, deus do sol.
- Aron Tomori como Lisandro jovem.
- Anne Day-Jones como Etra, mãe de Teseu, que é morta pelo Rei Hiperião.
- Gage Munroe como Acamas, filho de Teseu e Fedra.
- Daniel Sharman como Ares, deus da guerra.
- Matthew G. Taylor como Mondragon.